# Trance-Fusion
Trance-Fusion es un álbum del músico y compositor estadounidense Frank Zappa repleto de solos de guitarra grabados en directo, que terminó antes de su muerte, aunque no fue lanzado hasta 2006. El lanzamiento del álbum se había anunciado para 1999 y 2003, y de nuevo para 2005 para la gira de Zappa Plays Zappa. Antes estuvo disponible como bootleg.

## Lista de canciones
1. "Chunga's Revenge" - 7:01
2. "Bowling on Charen" - 5:03
3. "Good Lobna" - 1:39
4. "A Cold Dark Matter" - 3:31
5. "Butter or Cannons" - 3:24
6. "Ask Dr. Stupid" - 3:20
7. "Scratch & Sniff" - 3:56
8. "Trance-Fusion" - 4:19
9. "Gorgo" - 2:41
10. "Diplodocus" - 3:22
11. "Soul Polka"' - 3:17
12. "For Giuseppe Franco" - 3:48
13. "After Dinner Smoker" - 4:45
14. "Light is All That Matters" - 3:46
15. "Finding Higgs' Boson" - 3:41
16. "Bavarian Sunset" - 4:00

## Personal
- Frank Zappa – guitarra, todas las pistas
- Dweezil Zappa – guitarra en pistas 1 y 16
- Mike Keneally – guitarra rítmica y teclados en pistas 1, 4, 7, 8, 9, 11, 13, 15 y 16
- Bobby Martin – teclados en pistas 1, 3, 4, 5, 7, 8, 9, 10, 11, 12, 13, 14, 15 y 16
- Ed Mann – percusión en pistas 1, 2, 4, 6, 7, 8, 9, 11, 13, 15 y 16
- Walt Fowler – trompeta, flugelhorn y teclados en pistas 1, 4, 7, 8, 9, 11, 13, 15 y 16
- Bruce Fowler – trombón en pistas 1, 4, 7, 8, 9, 11, 13, 15 y 16
- Paul Carmen – saxofón alto, soprano y barítono en pistas 1, 4, 7, 8, 9, 11, 13, 15 y 16
- Albert Wing – saxofón tenor en pistas 1, 4, 7, 8, 9, 11, 13, 15 y 16
- Kurt McGettrick – saxofón barítono y bajo y clarinete en pistas 1, 4, 7, 8, 9, 11, 13, 15 y 16
- Scott Thunes – bajo y mini Moog en pistas 1, 3, 4, 5, 7, 8, 9, 10, 11, 12, 13, 14, 15 y 16
- Chad Wackerman – batería y percusión en pistas 1, 3, 4, 5, 7, 8, 9, 10, 11, 12, 13, 14, 15 y 16
- Ray White – guitarra rítmica en pistas 3, 5, 10, 12 y 14
- Ike Willis – guitarra rítmica en pistas 3, 5, 10, 12 y 14
- Allan Zavod – teclados en pistas 3, 5, 10, 12 y 14
- Warren Cuccurullo – guitarra rítmica en pista 6
- Denny Walley – guitarra slide en pista 6
- Tommy Mars – teclados en pistas 2 y 6
- Peter Wolf – teclados en pistas 2 y 6
- Vinnie Colaiuta – batería en pista 6
- Adrian Belew – guitarra rítmica en pista 2
- Patrick O'Hearn – bajo en pista 2
- Terry Bozzio – batería en pista 2